# كاتويبي
كاتويبي (بالبرتغالية: Catuípe‏)؛ بلدية في الجزء الغربي من ولاية ريو غراندي دو سول في البرازيل،  على بعد 419 كم غرب مدينة بورتو أليغري. يبلغ عدد السكان 9402 نسمة بحسب تقديرات عام 2015، في حين تصل مساحتها إلى 583.26 كيلومتر مربع. وتُلقب بـأرض المياه بسبب الينابيع المنتشرة حول البلدية.

## البلديات المتاخمة
- سانتو أنجيلو
- جيرو
- إندبيندينسيا
- إيناكورا
- تشيابيتا
- إيجوي
- كورونيل باروس